# American Hockey League 1938-1939
La stagione 1938-1939 è stata la 3ª edizione della American Hockey League, a quel tempo nota come International-American Hockey League. La stagione regolare si allungò passando da 48 a 54 partite disputate. La stagione vide al via otto formazioni e al termine dei playoff i Cleveland Barons conquistarono la loro prima Calder Cup sconfiggendo i Philadelphia Ramblers 3-1.

## Modifiche
- Gli Hershey Bears, formazione di Hershey in Pennsylvania, si trasferirono dalla Eastern Amateur Hockey League alla I-AHL entrando a far parte della West Division. Da allora non si trasferirono né cambiarono il proprio nome, divenendo la formazione più longeva nella storia della AHL.

## Stagione regolare

### Classifiche
East Division
|  | Pos. | Squadra               | Pt | G  | V  | S  | N  | GF  | GS  | DR  |
|  | ---- | --------------------- | -- | -- | -- | -- | -- | --- | --- | --- |
|  | 1.   | Philadelphia Ramblers | 69 | 54 | 32 | 17 | 5  | 214 | 161 | +53 |
|  | 2.   | Providence Reds       | 53 | 54 | 21 | 22 | 11 | 136 | 153 | -17 |
|  | 3.   | Springfield Indians   | 41 | 54 | 16 | 29 | 9  | 121 | 179 | -58 |
|  | 4.   | New Haven Eagles      | 38 | 54 | 14 | 30 | 10 | 114 | 174 | -60 |

West Division
|  | Pos. | Squadra            | Pt | G  | V  | S  | N | GF  | GS  | DR  |
|  | ---- | ------------------ | -- | -- | -- | -- | - | --- | --- | --- |
|  | 1.   | Hershey Bears      | 67 | 54 | 31 | 18 | 5 | 140 | 110 | +30 |
|  | 2.   | Syracuse Stars     | 61 | 54 | 26 | 19 | 9 | 152 | 117 | +35 |
|  | 3.   | Cleveland Barons   | 55 | 54 | 23 | 22 | 9 | 145 | 138 | +7  |
|  | 4.   | Pittsburgh Hornets | 46 | 54 | 22 | 28 | 4 | 176 | 166 | +10 |

Legenda:

      Ammesse ai Playoff
Note:

Due punti a vittoria, un punto a pareggio, zero a sconfitta.

### Statistiche
Classifica marcatori
| Giocatore         | Squadra                 | PG | Gol | Assist | Punti |
| ----------------- | ----------------------- | -- | --- | ------ | ----- |
| Don Deacon        | Pittsburgh Hornets      | 46 | 24  | 41     | 65    |
| Bill Carse        | Philadelphia Ramblers   | 54 | 24  | 33     | 57    |
| Kilby MacDonald   | Philadelphia Ramblers   | 49 | 18  | 37     | 55    |
| Murray Armstrong  | Syracuse Stars          | 50 | 27  | 27     | 54    |
| Joe Krol          | Philadelphia Ramblers   | 54 | 24  | 30     | 54    |
| Phil Hergesheimer | Cleveland Barons        | 54 | 34  | 19     | 53    |
| Lorne Duguid      | 2 franchigie (PIT, CLE) | 48 | 19  | 28     | 47    |
| Norm Locking      | Syracuse Stars          | 53 | 20  | 30     | 50    |
| Bobby Kirk        | Philadelphia Ramblers   | 49 | 14  | 36     | 50    |
| Cliff Barton      | Philadelphia Ramblers   | 52 | 21  | 28     | 49    |
|                   |                         |    |     |        |       |

Classifica portieri
| Giocatore     | Squadra               | PG | MGS  |  |
| ------------- | --------------------- | -- | ---- |  |
| Alfie Moore   | Hershey Bears         | 53 | 1.98 |  |
| Phil Stein    | Syracuse Stars        | 49 | 2.02 |  |
| Moe Roberts   | Cleveland Barons      | 54 | 2.56 |  |
| Bert Gardiner | Philadelphia Ramblers | 52 | 2.88 |  |
| Nick Damore   | Providence Reds       | 43 | 2.93 |  |
|               |                       |    |      |  |

## Playoff
|  | Primo turno | Primo turno           | Primo turno           |                  |                 | Semifinali      | Semifinali            | Semifinali |  |  | Calder Cup | Calder Cup | Calder Cup |  |
|  |             |                       |                       |                  |                 |                 |                       |            |  |  |            |            |            |  |
|  |             |                       |                       |                  |                 | E1              | Philadelphia Ramblers | 3          |  |  |            |            |            |  |
|  |             |                       |                       |                  |                 | E1              | Philadelphia Ramblers | 3          |  |  |            |            |            |  |
|  |             |                       | W1                    | Hershey Bears    | 2               |                 |                       |            |  |  |            |            |            |  |
|  |             |                       |                       | Hershey Bears    | 2               |                 |                       |            |  |  |            |            |            |  |
|  |             |                       |                       |                  |                 |                 |                       |            |  |  |            |            |            |  |
|  |             |                       |                       |                  |                 |                 |                       |            |  |  |            |            |            |  |
|  |             | Philadelphia Ramblers | Philadelphia Ramblers | 1                |                 |                 |                       |            |  |  |            |            |            |  |
|  |             |                       |                       |                  |                 |                 |                       |            |  |  |            |            |            |  |
|  |             |                       | Cleveland Barons      | Cleveland Barons | 3               |                 |                       |            |  |  |            |            |            |  |
|  | E2          | Providence Reds       | Cleveland Barons      | Cleveland Barons | 3               | 2               |                       |            |  |  |            |            |            |  |
|  | E2          | Providence Reds       |                       |                  |                 |                 |                       |            |  |  |            |            |            |  |
|  | W2          | Syracuse Stars        | 1                     |                  |                 |                 |                       |            |  |  |            |            |            |  |
|  | W2          | Syracuse Stars        | 1                     |                  | Providence Reds | Providence Reds | 0                     |            |  |  |            |            |            |  |
|  |             |                       |                       |                  | Providence Reds | Providence Reds | 0                     |            |  |  |            |            |            |  |
|  |             |                       | Cleveland Barons      | Cleveland Barons | 2               |                 |                       |            |  |  |            |            |            |  |
|  | E3          | Springfield Indians   | Cleveland Barons      | Cleveland Barons | 2               | 1               |                       |            |  |  |            |            |            |  |
|  | E3          | Springfield Indians   |                       |                  |                 |                 |                       |            |  |  |            |            |            |  |
|  | W3          | Cleveland Barons      | 2                     |                  |                 |                 |                       |            |  |  |            |            |            |  |

## Premi AHL
- Calder Cup: Cleveland Barons
- F. G. "Teddy" Oke Trophy: Hershey Bears

### Vincitori
| Cleveland Barons | Portiere: Moe Roberts Difensori: Art Berlett, Harry Foster, Fred Robertson Attaccanti: Dick Adolph, Earl Bartholome, Mickey Blake, Robert Blake, Les Cunningham, Lorne Duguid, Bob Gracie, Emery Hanson, Phil Hergesheimer, Jim O'Neill, George Patterson, Paul Runge Allenatore: Bill Cook |

### AHL All-Star Team
First All-Star Team
- Attaccanti: Kilby MacDonald • Don Deacon • Phil Hergesheimer
- Difensori: Jack Church • Walter Kalbfleisch
- Portiere: Bert Gardiner

Second All-Star Team
- Attaccanti: George Allen • Bob Carse • Larry Aurie
- Difensori: Jimmy Orlando • Art Lesieur
- Portiere: Alfie Moore